# 新上五島町立北魚目中学校
新上五島町立北魚目中学校（しんかみごとうちょうりつ きたうおのめちゅうがっこう）は長崎県南松浦郡新上五島町小串郷にあった公立中学校。
略称「北中」（きたちゅう）。五島列島の中通島に位置していた。
2018年（平成30年）3月末をもって閉校し、新上五島町立魚目中学校に統合された。

## 概要
歴史
1947年（昭和22年）の学制改革により新制中学校「北魚目村立北魚目中学校」として創立。2012年（平成24年）に創立65周年を迎えた。
校区
住所表記で「長崎県南松浦郡新上五島町」のうち新魚目地区（大浦、小串、曽根、立串、小瀬良、大瀬良、大水、江袋、赤波江、仲知、一本松、竹谷、米山、津和崎）。
小学校区は新上五島町立北魚目小学校。
校訓
「自主・創造・勤労」
校章
中央に校名の「北中」の文字（縦書き）を置いている。
校歌
作詞は市瀬正生、作曲は磯田有志郎による。歌詞は3番まであり、各番に校名の「北魚目中」が登場する。

## 沿革
- 1947年（昭和22年）
  - 4月1日 - 学制改革（六・三制の実施）が行われる。
    - 国民学校の初等科が改組され、「北魚目村立北魚目小学校」（修業年限6年）となる。各学年2クラスで計12学級。
    - 国民学校の高等科は青年学校の普通科と統合され、新制中学校「北魚目村立北魚目中学校」（修業年限3年）となり、当面の間小学校に併設される。

  - 4月23日 - 開校式を挙行。
- 1949年（昭和24年）7月 - 校舎（第一期工事）が完成。
- 1953年（昭和28年）3月 - 校舎（第二期工事）が完成。
- 1955年（昭和30年）3月 - 校旗を制定。
- 1956年（昭和31年）9月30日 - 新魚目町の発足[1]により、「新魚目町立北魚目中学校」に改称。
- 1958年（昭和33年）3月 - 校門が完成。
- 1960年（昭和35年）3月 - へき地集会室が完成。
- 1962年（昭和37年）3月 - 鉄筋コンクリート造2階建て4教室を増築。
- 1964年（昭和39年）6月 - 考える人の像が完成。
- 1965年（昭和40年）9月 - 自転車置き場が完成。
- 1966年（昭和41年）2月 - 学校林を設定。スギ・ヒノキを植樹。
- 1971年（昭和46年）8月 - 旧校舎を解体。
- 1972年（昭和47年）
  - 3月 - 第二次校舎（2階だて8教室）が完成。
  - 9月 - 第三次校舎が完成。
- 1976年（昭和51年）9月 - 運動場を整備。
- 1979年（昭和54年）3月 - 体育館が完成。
- 1981年（昭和56年）2月 - 柔剣道場が完成。
- 1982年（昭和57年）9月 - 玄関前大時計を設置。
- 1984年（昭和59年）9月 - 体育施設（サーキット・コース）を設置。
- 1985年（昭和60年）9月 - クラブハウスが完成。
- 1999年（平成11年）4月1日 - 新魚目町立津和崎中学校と新魚目町立仲知中学校の2校を統合。
- 2004年（平成16年）8月1日 - 新上五島町の発足により、「新上五島町立北魚目中学校」（現校名）に改称。
- 2018年（平成30年）
  - 3月11日 - 閉校記念式典を挙行。
  - 3月31日 - 新上五島町立魚目中学校への統合により閉校。

## 部活動
- バレーボール部
- 野球部（男）
- ソフトテニス部（女）

## 周辺
- 新上五島町立北魚目小学校
- 立串郵便局

## アクセス
最寄りのバス停
- 西肥自動車（西肥バス）五島営業所「小串入口」バス停

最寄りの国道・県道
- 長崎県道32号有川新魚目線

## 参考資料
- 「新魚目町郷土誌」（1986年（昭和61年）9月30日発行, 新魚目町）p.403-